# Ibrahim Diaky
Ibrahim Amuah Diaky, mais conhecido como Ibrahim Diaky (Abidjan, 24 de maio de 1982), é um futebolista marfinense–emiradense que atua como meio-campo. Ele atualmente joga no Al Ain. Um Diaky nascido na Costa do Marfim recebeu a cidadania dos Emirados Árabes Unidos no final de 2006.

## Ligações Externas
- Ibrahim Diaky em National-Football-Teams.com